# Paul Mazon
Paul Mazon, (Privas, 25 de junio de 1874 - París, 13 de febrero de 1955) fue un helenista francés.

## Biografía
Miembro del Instituto de Francia y de la Académie des inscriptions et belles-lettres (elegido el año 1927). Enseñó griego antiguo en La Sorbona, de la que fue catedrático, y en el Colegio de Francia. Es el autor de traducciones muy reconocidas de los clásicos griegos, y fue fundador de la Asociación Guillaume Budé de cultura clásica (1917) y el primer presidente de la sociedad de edición impulsada por esta última, Les Belles Lettres, de 1919 a 1940. 
Su padre Albin Mazon (1828-1908) fue un importante periodista e historiador. 

## Traducciones
- Hesiodo (1928). introduction à la Théogonie. Collection des universités de France (en francés). París: Les Belles Lettres. p. 242. ISBN 978-2-251-00152-4.
- Homero, Ilíada, Les Belles Lettres, 1937-1938 (rééd. Gallimard, « Folio », 1975)
- Sófocles, Tragèdies, Les Belles Lettres, 1962 (rééd. Gallimard, « Folio », 1973)
- Esquilo, Tragèdies, Les Belles Lettres, 1921-1925 (rééd. Gallimard, « Folio », 1982)